# فندق الريتز (باريس)
فندق ريتز هو فندق راقي وفخم في قلب باريس، في الحي الأول. ويطل على الحدود المثمنة لقصر فاندوم عند العدد 15. إن الفندق مصنف في مرتبة عالية بين أكثر الفنادق الفخمة والفاخرة في العالم، وهوعضو في «الفنادق الرائدة في العالم». اعتباراً من 2014 تم إغلاق فندق ريتز لعملية ترميم وتجديد كبرى بعدة ملايين من الدولارات.

## الخلفية والتاريخ
تم شراء الموقع في 1705 من قبل انطوان فرانسوا بيتات دي فايلي، وتم بناء سكن خاص والذي قطنت فيه عدد من العائلات النبيلة وأصبح في وقت لاحق فندق دي جراونت. وقد تم تصميم الواجهة من قبل المهندس المعماري الملكي جوليس هاردوين مانسارت. في عام 1854 تم اقتناءه من قبل الإخوة بيرير، الذين جعلوه المكتب الرئيسي لمؤسستهم المالية لائتمان الملكية. [بحاجة لمصدر ] في عام 1888، قام مدير الفندق السويسري سيزار ريتز والشيف الفرنسي أوغست إيسكوفر بافتتاح مطعم في بادن بادن، ومن ثم تم دعوتهما كليهما إلى لندن من قبل ريتشارد دولي كارت ليصبح أول مدرب ومدير مكتب لفندق سافوي، المناصب التي شغلوها منذ عام 1889 وحتى 1897.
كان فندق سافوي تحت إدارة ريتز نجاحاً فورياً، وجذب الزبائن الكرام بكثرة، يتقدمهم أمير ويلز.في عام 1897، تم فصل ريتز وإسكوفيير من فندق سافوي، عندما تورط ريتز في اختفاء نبيذ ومشروبات روحية بقيمة تجاوزت 3400 جنيه استرليني. قبل فصلهم، وبحسب ما ورد فقد قام الزبائن في سافوي بحثهم على افتتاح فندق في باريس. بمساعدة الكسندر مارنير-لابوستولي، اشترى ريتز القصر وحول فندق دي لوزان السابق إلى فندق يضم 210 غرفة.[6] لقد صرّح أن خططه للفندق هو توفير لزبائنه الأثرياء «كل الكياسة واللياقة التي يرغب الأمير أن توجد في بيته».[7] وقد قام باستئجار المهندس المعماري تشارلز ميويز لتحديث الهيكل الأصلي الذي يرجع إلى عام 1705. طالبت ريتز بمعايير مبتكرة لنظافة الحمام في كل جناح، وأقصى قدر ممكن من أشعة الشمس، والحد الأدنى من الستائر والمعلقات الأخرى.وفي نفس الوقت قام بفرش الفندق بكل مايُغري من الطراز القديم لمنزل رجل نبيل إنجليزي أو فرنسي، من أجل جعل العملاء يشعرون وكأنهم في المنزل.

## فن العمارة
إن القصر والساحة عبارة عن تحف العمارة الكلاسيكية من نهاية عهد لويس الرابع عشر. وقد تم تصميم الواجهة من قبل المهندس المعماري الملكي مانسارت في أواخر القرن ال17 قبل أن ان يشتري قطعة أرض وبدأ البناء في 1705. يضم فندق ريتز مباني فاندوم وكامبون مع غرف تطل على   قصر فاندوم، وعلى الجانب الآخر، حديقة الفندق. [ بحاجة لمصدر ]
وكاثيراً ما ورد أن فندق ريتز هو أول فندق في أوروبا يوفير حمام داخلي لكل جناح، وهاتف وكهرباء لكل غرفة.إن فندق ريتز باريس بارتفاع 4 طوابق عالية، بما في ذلك سطح السقف، واعتباراً من عام 2011 يقدم الفندق 159 غرفة، ونجمتي ميشيلين على قائمة المطاعم وبارين ومطعم عادي لتناول الطعام.

## الخيال
بسبب وضعه كرمز للمجتمع الراقي والرفاهية، هر الفندق في العديد من الأعمال البارزة من الخيال.